# Calafat - Ciuperceni - Dunăre
Calafat - Ciuperceni - Dunăre este o zonă protejată (arie de protecție specială avifaunistică - SPA) situată în partea sud-vestică a Olteniei, pe teritoriul administrativ al județului Dolj.

## Localizare
Aria naturală se află în extremitatea sud-vestică a județului Dolj (în Lunca Dunării), în imediata apropiere de drumul național DN55A, care leagă orașul Bechet de Calafat.

## Descriere
Zona a fost declarată Arie de Protecție Specială Avifaunistică prin Hotărârea  de Guvern nr. 1284 din 24 octombrie 2007 (privind declararea ariilor de protecție specială avifaunistică ca parte integrantă a rețelei ecologice europene Natura 2000 în România) și se întinde pe o suprafață de 29.206 hectare. Situl Calafat - Ciuperceni - Dunăre (începând din februarie 2013) este protejat prin Convenția Ramsar ca zonă umedă de importanță internațională .
Aria protejată (încadrată în bioregiune geografică continentală) reprezintă o zonă naturală (lacuri, râuri, mlaștini, turbării, pajiști naturale, păduri de foioase, păduri în tranziție, terenuri arabile, vii și livezi) ce asigură condiții de hrană, cuibărit și viețuire pentru mai multe specii de păsări migratoare, de pasaj sau sedentare (unele protejate prin lege). Situl include rezervațiile naturale Ciuperceni - Desa, Balta Neagră și Balta Lată. .

## Avifaună

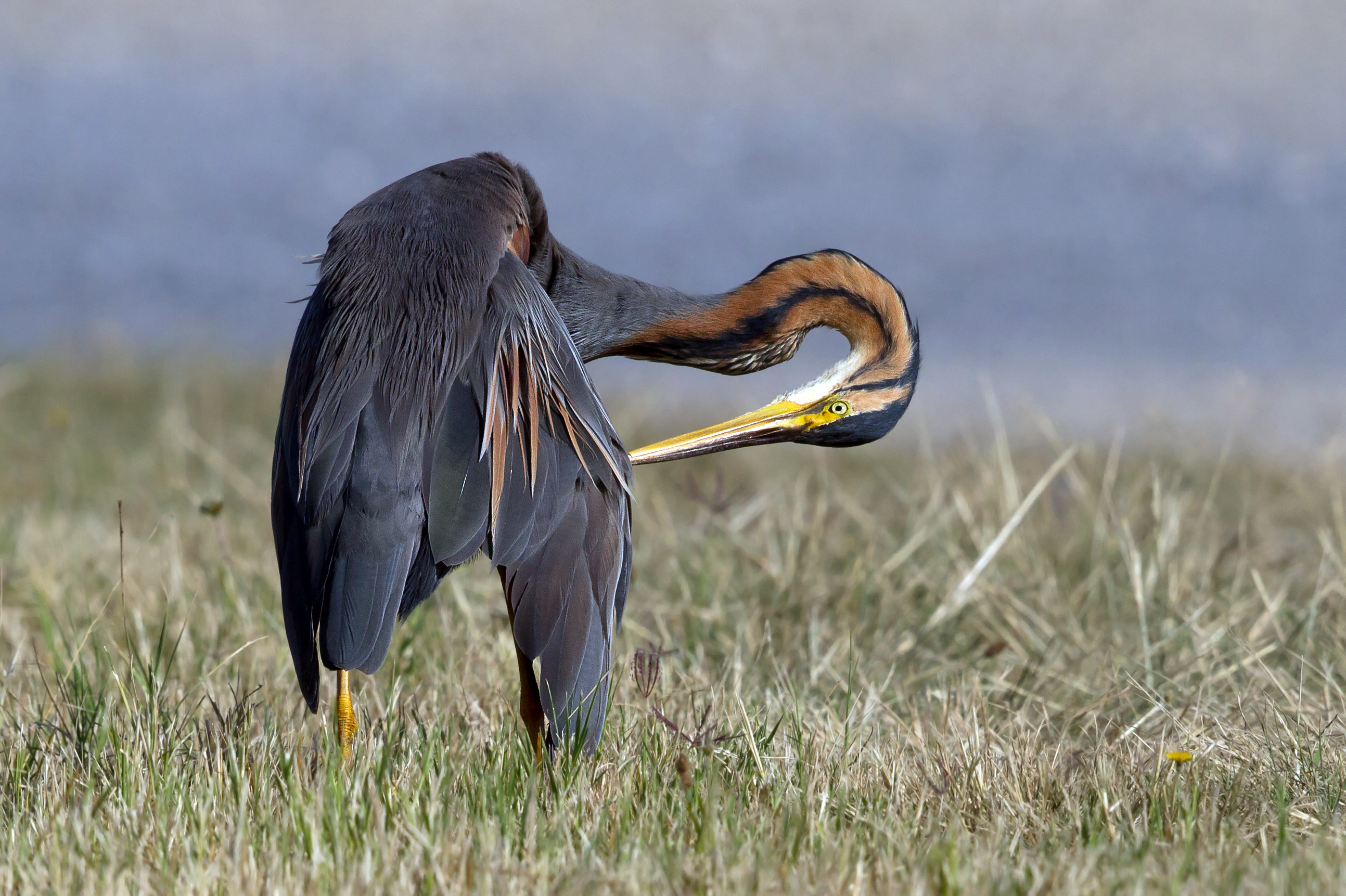
Stârc roșu (Ardea purpurea)

În arealul sitului este semnalată prezența mai multor păsări cu specii de: uliu-păsărar (Accipiter nisus), lăcarul mare (Acrocephalus arundinaceus), lăcarul de mlaștină (Acrocephalus palustris), lăcarul de rogoz (Acrocephalus schoenobaenus), lăcarul de lac (Acrocephalus scirpaceus), fluierar de munte (Actitis hypoleucos), ciocârlie-de-câmp (Alauda arvensis), rață sulițar (Anas acuta) rața roșie (Aythya nyroca), (Alcedo atthis), lopătar (Platalea leucorodia), erete-de-stuf (Circus aeruginosus), egretă mică (Egretta garzetta), stârc galben (Ardeola ralloides), cormoran-mare (Phalacrocorax carbo sinensis), cormoran mic (Phalacrocorax pygmeus), codroș de munte (Phoenicurus ochruros), sitarul de mal nordic (Limosa lapponica), barză albă (Ciconia ciconia), barză neagră (Ciconia nigra), gârliță mică (Anser erythropus), gâscă-cu-gât-roșu (Branta ruficollis), pelican comun (Pelecanus onocrotalus), lebădă de iarnă (Cygnus cygnus), buhai de baltă (Botaurus stellaris), bătăuș (Philomachus pugnax), stârc roșu (Ardea purpurea), stârc de noapte (Nycticorax nyctricorax), stârc pitic (Ixobrychus minutus), corcodel mic (Tachybaptus ruficollis), erete vânăt (Circus cyaneus), cresteț cenușiu (Porzana parva), chirighiță neagră (Chlidonias niger), chirighiță-cu-obraz-alb (Chlidonias hybridus), chiră de baltă (Sterna hirundo), pescăruș albastru (Alcedo atthis), turturică (Streptopelia turtur), grangur (Oriolus oriolus) sau nagâț (Vanellus vanellus)

## Căi de acces
- Drumul național DN55A pe ruta: Calafat - Poiana Mare - Piscu Vechi

## Atracții turistice
În vecinătatea sitului se află mai multe obiective de interes turistic (lăcașuri de cult, monumente istorice, arii protejate, zone naturale, situri arheologice), astfel:
- Biserica „Sf. Nicolae” din Desa, construcție 1860, monument istoric
- Biserica „Sf. Mucenic Gheorghe” din Calafat, construcție 1856, monument istoric
- Biserica „Izvorul Tămăduirii” din Calafat, construcție secolul al XIX-lea, monument istoric
- Biserica „Adormirea Maicii Domnului” din Calafat, construcție 1869, monument istoric
- Biserica „Sf. Nicolae” din Calafat, construcție secolul al XIX-lea, monument istoric
- Rezervația naturală Balta Lată (28 ha)
- Rezervația Balta Neagră (1,20 ha)
- Lunca Dunării
- Castrul roman de la Desa
- Biserica „Sf. Voievozi” din Poiana Mare